# Anne Salmond

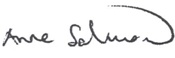
Unterschrift

Dame Mary Anne Salmond ONZ DBE (geboren als Mary Anne Thorpe am 16. November 1945 in Wellington) ist eine neuseeländische Anthropologin, Umweltschützerin und Schriftstellerin, die schwerpunktmäßig die Kultur der Māori und das Aufeinandertreffen von Kulturen in Neuseeland und im Pazifik untersucht und beschrieben hat. Für ihre Veröffentlichungen in Kulturgeschichte wurde sie zum New Zealander of the Year 2013 ernannt.

## Jugend und Ausbildung
Mary Anne Thorpe wuchs in Gisborne auf und besuchte das Solway College in Masterton, wo sie 1961 dux wurde.
Sie besuchte anschließend die University of Auckland und graduierte 1968 mit einem Master of Arts in Anthropologie. An der University of Pennsylvania erlangte sie 1972 den PhD mit der Dissertation Hui – a Study of Maori Ceremonial Gatherings. Zur Erforschung der frühen Māori-Geschichte war sie inspiriert worden, als sie als Jugendliche die Vereinigten Staaten mit einem Stipendium besuchte und gebeten wurde, über Neuseeland zu sprechen, wobei sie erkannte, dass sie nicht viel über den Anteil der Māori an der Geschichte wusste. Ihre familiären Beziehungen zur Māori-Welt reichen zurück bis zu ihrem  Urgroßvater James McDonald (1865–1935), einem bekannten Fotografen, Filmemacher und Künstler, der mit Maori-Anführern wie Sir Apirana Ngata und Sir Peter Buck zusammenarbeitete.

## Berufliche Karriere

### Literarische Arbeit
Salmond wurde 1971 zur Lehre an die University of Auckland berufen und 2001 wurde sie ebendort Distinguished Professor für Māori-Studien und -Anthropologie. Derzeit umfasst ihr Werk vierzehn Bücher, zwölf Buchkapitel und vier Artikel in Journalen.

#### Leben der Māori
Anne Salmond pflegte seit den 1970er Jahren eine enge Beziehung mit Eruera Stirling und Amiria Stirling, den Ältesten von Te Whānau-ā-Apanui und Ngāti Porou. Diese Zusammenarbeit führte zu drei Büchern über das Leben der Māori:
- Hui: A Study of Maori Ceremonial Gatherings (1975; 1976 Auszeichnung mit der Elsdon-Best-Gedächtnis-Goldmedaille für Māori-Ethnologie)
- Amiria: The Life of a Maori Woman (1977 Gewinner des Wattie-Book-of-the-Year-Preises)
- Eruera: Teachings of a Maori Elder (1981 Erster Preis Wattie Book of the Year).

#### Begegnung der Kulturen
Salmonds Arbeit konzentrierte sich dann auf interkulturelle Begegnungen in Neuseeland, was zu zwei Publikationen führte:
- Two Worlds: First Meetings Between Maori and Europeans 1642–1772 (1991; im selben Jahr Gewinner des National Book Award in der Sektion Non-Fiction; 1992 Gewinner des Ernest Scott Prize)
- Between Worlds: Early Exchanges Between Maori and Europeans 1773–1815 (1997; 1998 Gewinner des Ernest Scott Prize).

Danach begann Salmond den frühen Austausch zwischen pazifischen Inselbewohnern und europäischen Entdeckern im Pazifik zu erforschen, was zur Veröffentlichung von drei Büchern führte:
- The Trial of the Cannibal Dog:  Captain Cook in the South Seas (2003; 2004 Gewinner der Montana Medal in den Kategorien Geschichte und  Non-Fiction der Montana New Zealand Book Awards)
- Aphrodite's Island: the European Discovery of Tahiti (2010)
- Bligh: The Pacific Voyages of William Bligh (2011).

Sie schreibt derzeit ein Buch über den Austausch zwischen verschiedenen Realitäten (Ontologien) mit dem Titel Tears of Rangi: Experiments between Worlds.

### Gremienarbeit und Umweltschutz
Salmond leistet zusätzlich Arbeit in den Vorständen der Foundation for Research, Science and Technology und des Museum of New Zealand. Von 2001 bis 2007 war sie Vorsitzende des New Zealand Historic Places Trust. An der University of Auckland war sie von 1997 bis 2006 Pro-Vice-Chancellor. Sie ist Projektsponsor der Starpath Partnership for Excellence, die sicherstellen soll, dass Māori, sowie pazifische oder Schüler mit niedrigem Einkommen ihr Potenzial durch Bildung erreichen.
Salmond hat ein langjähriges Engagement in Umweltfragen gezeigt. Es begann mit ihrer Arbeit 1990 im Parks and Wilderness Trust. Nach der Gründung der Longbush Ecosanctuary im Jahr 2000 zusammen mit ihrem Ehemann Jeremy, wurde sie Schirmherrin einer Reihe von Umweltorganisationen. Sie spricht und schreibt über viele Aspekte von ökologischen Herausforderungen. Bei dieser Arbeit versucht sie, Māori- und Pazifik-Philosophien über die Beziehungen zwischen Menschen, Land und Gewässern mit praktischer Restaurierungsarbeit und innovativer Wissenschaft zusammenzubringen. Sie ist Schutzpatronin der Te Awaroa: 1000 Rivers Foundation, einem von der Next Foundation finanzierten Projekt zur Wiederherstellung der Wasserwege in Neuseeland, des Whinray Kiwi Trust (Motu), des American Field Service New Zealand, des National Whale Museum, des Great Barrier Island Trust, des Mobility Assistance Dogs Trust und des R. Tucker Thompson Trust.

## Privatleben
1971 heiratete sie den auf historische Rekonstruktionen spezialisierten Architekten Jeremy Salmond (1944–2023). Das Paar lebt in Auckland und hat drei Kinder, darunter die Anthropologin Amiria Salmond. Im Jahr 2000 initiierten Anne und Jeremy Salmond die Wiederherstellung des Longbush Ecosanctuary in Gisborne. Jeremy Salmond starb am 3. Januar 2023 im Alter von 79 Jahren in Auckland.

## Ehrungen und Auszeichnungen
- 1988: Ernennung zum Commander of the Order of the British Empire für ihre Dienste an der Literatur und den Māori anlässlich der Queen’s Birthday Honours[18]

- 1990: Wahl zum Fellow der Royal Society of New Zealand[19]

- 1995: Beförderung zum Dame Commander of the Order of the British Empire für Dienstleistungen an der historischen Forschung anlässlich der New Year Honours[20]

- 2004 Auszeichnung mit dem Prime Minister's Award for Literary Achievement für literarische Leistungen (Sachbücher)[21]

- November 2007: Wahl zum Inaugural Fellow of the New Zealand Academy for the Humanities[22]

- 2008: Wahl zum Corresponding Fellow of the British Academy und 2009 Ernennung zum Foreign Associate der National Academy of Sciences; sie war die erste Person Neuseelands, die diese doppelte Auszeichnung erhielt.[23][24]

- 2013: Auszeichnung mit der Rutherford Medal durch die Royal Society of New Zealand[25]

- 2013: Ernennung zum New Zealander of the Year für ihre Arbeit über die Kulturgeschichte[26]

- 2015: Wahl zum internationalen Mitglied der American Philosophical Society[27]